# Vladimír Koudelka
Vladimír Koudelka (22. února 1920 Uničov – 15. března 1942 Auschwitz) byl český student a protinacistický odbojář.

## Život
Vladimír Koudelka se narodil 22. února 1920 v Uničově. Vystudoval Slovanské gymnázium v Olomouci a započal studium na Právnické fakultě Masarykovy univerzity. Z důvodu uzavření českých vysokých škol Němci v roce 1939 studia nedokončil. Vstoupil do protinacistického odboje jako člen olomoucké skupiny Studentský domov. Přestože skupina nebyla aktivní, byla prozrazena a její členové pozatýkáni. Vladimír Koudelka byl gestapem zatčen 20. listopadu 1940 a souzen za velezradu. Byl sice osvobozen, ale nadále vězněn. Dne 15. března 1942 zahynul v koncentračním táboře Auschwitz.

## Posmrtná ocenění
- Vladimíru Koudelkovi byl in memoriam udělen Československý válečný kříž 1939